# 堪薩斯領地

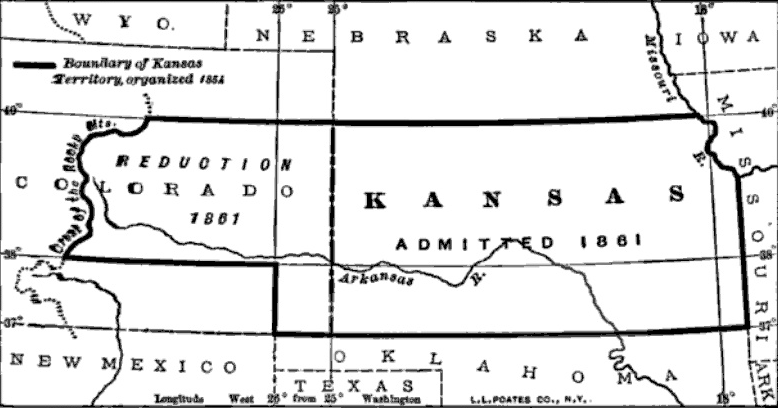
堪薩斯領地

堪薩斯領地（英語：Territory of Kansas）是美國歷史上的一個合併建制領土，存在於1854年5月30日至1861年1月29日之間，之後升格為美國第34個州堪薩斯州。堪薩斯領地的範圍包括了現在的堪薩斯州和科羅拉多州東部的部分地區。科羅拉多州部分在1861年2月28日成立科羅拉多領地。

## 外部連結
- Territorial Kansas Online （页面存档备份，存于）
- Kansas State Historical Society （页面存档备份，存于）